# 27 декември
27 декември е 361-вият ден в годината според григорианския календар (362-ри през високосна). Остават 4 дни до края на годината.

## Събития
- 537 г. – В присъствието на император Юстиниан I тържествено е осветена новата църква Света София в Константинопол.
- 1703 г. – Подписан е Метуенския договор между Португалия и Англия за преференции при внос на португалски вина в Англия.

- 1845 г. – В щата Джорджия е използван за първи път етера като анестезиологично средство при усложнено раждане.
- 1872 г. – Призори турски заптиета обграждат Къкринското ханче и след кратка схватка залавят Васил Левски.
- 1936 г. – Извършен е първият полет на съветския тежък бомбардировач Пе-8.
- 1939 г. – При земетресение с епицентър край град Ерзинджан (Турция) загиват около 39 000 души.
- 1945 г. – Създадена е Световната банка
- 1945 г. – Белгия става членка на ООН.
- 1945 г. – Корея е разделена на Северна Корея и Южна Корея.
- 1946 г. – В България се създава Дирекция Въздушни съобщения.
- 1978 г. – В Испания се установява демокрация след 40-годишна диктатура на генерал Франциско Франко.
- 1979 г. – Съветският съюз завзема властта в Афганистан, след като президентът Хафизула Амин е убит при организиран в страната военен преврат.
- 2003 г. – Петима военнослужещи от първия български батальон в Ирак загиват при Атентат срещу българската база Индия в иракския град Кербала.
- 2006 г. – При експлозия на петролопровод в Нигерия загиват над 260 души, а 300 са ранени.
- 2007 г. – При самоубийствен атентат е ранена Беназир Бхуто, която по-късно умира от раните си.

## Родени
- 1459 г. – Ян I Олбрахт, крал на Полша († 1501 г.)
- 1571 г. – Йоханес Кеплер, немски астролог, астроном и математик († 1630 г.)
- 1595 г. – Богдан Хмелницки, украински хетман († 1657 г.)
- 1654 г. – Якоб Бернули, швейцарски математик († 1705 г.)
- 1717 г. – Пий VI, римски папа († 1799 г.)
- 1776 г. – Николай Каменски, руски офицер († 1811 г.)
- 1793 г. – Александър Гордън Ленг, шотландски пътешественик († 1826 г.)
- 1796 г. – Мирза Галиб, индийски поет († 1869 г.)
- 1813 г. – Василий Бабкин, руски офицер († 1876 г.)
- 1817 г. – Николоз Бараташвили, грузински поет († 1845 г.)
- 1822 г. – Луи Пастьор, френски учен († 1895 г.)
- 1832 г. – Павел Третяков, руски предприемач и спонсор на изкуството († 1897 г.)
- 1838 г. – Паул Поге, немски пътешественик († 1884 г.)
- 1841 г. – Филип Шпита, музикален учен и биограф († 1894 г.)
- 1848 г. – Хосе Мануел Пандо, боливийски политик († 1917 г.)
- 1880 г. – Стефан Младенов, български езиковед и диалектолог († 1963 г.)
- 1882 г. – Анастас Разбойников, български революционер († 1967 г.)
- 1885 г. – Димитър Баларев, български химик († 1964 г.)
- 1885 г. – Иван Буреш, български учен зоолог, ентомолог († 1980 г.)
- 1886 г. – Александър Станишев, български лекар († 1945 г.)
- 1892 г. – Дан Колов, български борец († 1940 г.)
- 1896 г. – Карл Цукмайер, немски писател († 1977 г.)
- 1898 г. – Инеджиро Асанума, японски политик († 1960 г.)
- 1898 г. – Лудвиг Айделберг, австрийски психоаналитик († 1970 г.)
- 1901 г. – Марлене Дитрих, германска актриса († 1992 г.)
- 1902 г. – Любомир Далчев, български художник и скулптор († 2002 г.)
- 1909 г. – Хенрик Яблонски, полски партиен и държавен деец († 2003 г.)
- 1921 г. – Желез Дончев, български дендролог († 2002 г.)
- 1925 г. – Мишел Пиколи, френски актьор († 2020 г.)
- 1927 г. – Николаос Муцопулос, гръцки археолог и архитект († 2019 г.)
- 1931 г. – Джон Чарлс, уелски футболист и треньор († 2004 г.)
- 1931 г. – Йозеф Лапид, израелски журналист и политик († 2008 г.)
- 1934 г. – Ваня Войнова, българска баскетболистка († 1993 г.)
- 1942 г. – Петър Дикиджиев, български архитект
- 1944 г. – Мик Джонс, британски музикант (Foreigner)
- 1944 г. – Маркус Вернер, швейцарски писател († 2016 г.)
- 1946 г. – Трифун Костовски, предприемач и политик от Република Македония
- 1948 г. – Жерар Депардийо, френски актьор и режисьор
- 1948 г. – Оливие Бланшар, главен икономист в МВФ
- 1948 г. – Расим Якуб Хашим, йордански дипломат
- 1950 г. – Роберто Бетега, италиански футболист
- 1950 г. – Харис Алексиу, гръцка певица
- 1951 г. – Ернесто Зедило, президент на Мексико
- 1953 г. – Едвин Сугарев, български писател и политик
- 1955 г. – Чавдар Гагов, български режисьор
- 1960 г. – Марк Хъмфри, канадски актьор
- 1961 г. – Гидо Вестервеле, германски политик († 2016 г.)
- 1961 г. – Симеон Василев, български журналист
- 1963 г. – Дарина Такова, българска оперна певица
- 1963 г. – Иванка Бадалска-Муерова, българска спортистка
- 1965 г. – Салман Хан, индийски актьор
- 1968 г. – Любомир Герасков, български гимнастик
- 1972 г. – Мишо Шамара, български певец
- 1977 г. – Красимир Стефанов, български волейболист
- 1978 г. – Юнас Хасен Кемири, шведски писател
- 1981 г. – Емили дьо Равин, австралийска актриса
- 1984 г. – Жил Симон, френски тенисист
- 1989 г. – Катерина Лахно, украинска шахматистка
- 1995 г. – Тимъти Шаламе, американски актьор

## Починали
- 1342 г. – Хрельо, български феодал (* ? г.)
- 1585 г. – Пиер дьо Ронсар, френски поет (* 1524 г.)
- 1663 г. – Кристин Мари, френска принцеса (* 1606 г.)
- 1707 г. – Жан Мабийон, френски учен (* 1632 г.)
- 1879 г. – Дмитрий Скобелев, руски офицер (* 1821 г.)
- 1899 г. – Николай Бошняк, руски офицер (* 1830 г.)
- 1911 г. – Щерьо Михайлов, български революционер (* 1856 г.)
- 1914 г. – Чарлс Мартин Хол, американски инженер (* 1863 г.)
- 1918 г. – Карл Шлехтер, австрийски шахматист (* 1874 г.)
- 1919 г. – Атанас Дуков, български опълченец (* 1857 г.)
- 1923 г. – Густав Айфел, френски инженер (* 1832 г.)
- 1928 г. – Стефан Петков – Сиркето, български революционер (* 1865 г.)
- 1938 г. – Емил Вандервелд, белгийски политик (* 1866 г.)
- 1938 г. – Осип Манделщам, руски поет и преводач (* 1891 г.)
- 1944 г. – Петър Дънов, български духовен водач (* 1864 г.)
- 1953 г. – Юлиан Тувим, полски поет и преводач (* 1894 г.)
- 1963 г. – Владимир Василев, български критик (* 1883 г.)
- 1965 г. – Едгар Енде, германски художник (* 1901 г.)
- 1966 г. – Гилермо Стабиле, аржентински футболист и треньор (* 1905 г.)
- 1969 г. – Богомир Лазов, български художник (* 1906 г.)
- 1972 г. – Лестър Пиърсън, министър-председател на Канада, Нобелов лауреат през 1957 г. (* 1897 г.)
- 1974 г. – Владимир Фок, руски физик (* 1898 г.)
- 1977 г. – Димитър Ангелов, български учител и писател (* 1904 г.)
- 1978 г. – Хуари Бумиден, президент на Алжир (* 1932 г.)
- 1987 г. – Георги Узунски, български писател (* 1934 г.)
- 1987 г. – Мари Лангер, австро-аржентински лекар (* 1910 г.)
- 1989 г. – Зуко Джумхур, босненски писател и художник (* 1921 г.)
- 1993 г. – Мелитон Кантария, съветски военен (* 1920 г.)
- 1995 г. – Генрих Гаспарян, арменски шахматист (* 1910 г.)
- 2003 г. – Алън Бейтс, британски актьор (* 1934 г.)
- 2003 г. – Антон Петров, български военнослужещ (* 1977 г.)
- 2007 г. – Беназир Бхуто, първа жена министър-председател на Пакистан (* 1953 г.)
- 2014 г. – Томаж Шаламун, словенски поет (* 1941 г.)
- 2016 г. – Кари Фишър – актриса, принцеса Лея от „Междузвездни войни“ (* 1956 г.)
- 2023 г. – Жак Делор, френски политик и председател на Европейската комисия (* 1925 г.)
- 2023 г. – Боян Саръев, български духовник (* 1956 г.)

## Празници
- Православна църква – свети първомъченик и архидякон Стефан (Стефановден) имен ден на Венцислав, Венцислава, Венци, Венец, Стефан, Стефка, Стефчо, Станко, Стайко, Стойко, Стоян, Стоил, Станка и Станимир)
- България – Ден на военнотопографската служба на Българската армия (отбелязва се от 1991 г.)
- Зимбабве – Ден на часовника